# 高爾曼 (密西西比州)
高爾曼（英語：Gallman）是位於美國密西西比州科派亞縣的非建制地區。

## 歷史
高爾曼的郵局自1872年營運至今。

## 地理
高爾曼所處的海拔為高於海平面144米（即472英呎），而該地所採用的時區為UTC-6，即北美中部時區（CST）。同時該地設有夏令時間，為UTC-6調快一小時，即UTC-5（CDT）。